# Schule an der Schleswiger Straße
Das Gebäude der  ehemaligen Schule an der Schleswiger Straße in Bremen, Stadtteil Walle, Ortsteil Osterfeuerberg, Schleswiger Straße 4/Theodorstraße 26 entstand 1901 nach Plänen von Baumeister Ludwig Beermann. 
Dieses Gebäude steht seit 1984 unter Bremer Denkmalschutz.
Die Schule wurde nach der Straße und diese nach der Stadt Schleswig benannt.

## Geschichte
Freischulen für Knaben wurden im Bremer Schulwesen nach der 1844 erfolgten Einführung der allgemeinen Schulpflicht in Bremen seit 1848 als schulgeldfreie Schulen errichtet. Seit 1862 wurden in Bremen staatliche Volksschulen unterhalten. Zwischen 1892 und 1916 entstanden 25 neue Schulen in Bremen, in denen zum Teil auch – strikt getrennt – Mädchen aufgenommen wurden. Im Bremer Westen verdoppelte sich am Anfang des 20. Jahrhunderts die Einwohnerzahl. Mehrere neue Schulen wurden gebaut. Die Freischulen Elisabethstraße (1896) und Schule am Pulverberg (1901), sowie die Volksschule am Steffensweg (1905), Schule an der Vegesacker Straße (1911), Volks- und Realschule am Waller Ring und Volksschule Helgolander Straße (1916) entstanden zentral in Walle.
Die dreigeschossige Frei- bzw. Volksschule an der Schleswiger Straße von 1901 wurde im Stil des Historismus von der Hochbauinspektion Bremen (später Hochbauamt Bremen) geplant und realisiert. Das Gebäude mit Sockelgeschoss und einem Walmdach hat eine rote Klinkerfassade. Der Treppengiebel mit einer Uhr und gotisierenden Fenstern prägt das Gebäude.
1901 hatte die Schule 14 Klassen und 764 Schüler. 1911 entstand zur Entlastung daneben die Schule am Pulverberg. 1920 wurde die Schule an der Schleswiger Straße eine Versuchsschule mit nunmehr 17 Klassen und 717 Schülern, bis 1927 unter der Leitung von Heinrich Scharrelmann. 1921 spaltete sich das streitende Kollegium unter der Führung des Reformers Friedrich Aevermann ab und zog um in die Schule Theodorstraße; beide Schulen hatten nun je acht Klassen. Aevermanns Schule zog 1924 zur Schule an der Helgolander Straße. 1933 wurde der Status einer Versuchsschule unter den Nationalsozialisten aufgehoben.
Als im Zweiten Weltkrieg in der Schule am Pulverberg zeitweise Einheiten der Marine-Flak stationiert wurden, nahm sie die Schüler dieser Schule auf.
Nach 1945 war hier zunächst eine Grund- und eine Oberschule untergebracht. Im Bremer Schulwesen wandelte sich die Volksschule zur Haupt- und Mittel- bzw. Realschule (A- bzw. H-Zweig sowie B- bzw. M-Zweig) und nach 1975 zum Schulzentrum der Sekundarstufe I.

## Heutige Nutzung
Seit 1999 wird das Gebäude u. a. genutzt durch die städtische Musikschule Bremen und den Verein Kulturhaus Walle – Brodelpott. Der Verein pflegt die kulturelle Entwicklung im Stadtteil und betreibt ein Café fair, hat Werkstätten für kreative Aktivitäten, einen Ausstellungsraum und eine „offene Bühne“ (BUO). Das Geschichtskontor im Kulturhaus Walle zur Alltagsgeschichte und Stadtentwicklung im Bremer Westen hat ein Bildarchiv mit über 20.000 historischen Aufnahmen. Dazu gehört auch das Hafenarchiv, mit der Außenstelle im Speicher XI in der Überseestadt.

Ein Förderverein unterhält die Bibliothek im Kulturhaus.
Zudem ist das Waller Umweltpädagogik Projekt (WUPP) im Gebäude beheimatet.